# Риба звана Ванда
Риба звана Ванда (енгл. A Fish Called Wanda) је енглеско америчка криминалистичка комедија из 1988. редитеља Чарлса Крајтона. Филм је номинован за три Оскара, а Кевин Клајн је добио Оскара за најбољег споредног глумца. Духовни наставак, Дивља створења, објављен је 1997. године.
Ванда, преваранткиња, покушава да превари свог љубавника и два члана банде са којима спроводи крађу дијаманата. Али њен план крене наопако када се заљуби.

## Радња
Радња филма смештена је у Лондон. Комбиновани тим од четири криминалца (два Американца и два Британца) врши оружану пљачку канцеларије једне златарске компаније. Троје учесника злочина себе сматрају љубавницима Ванде Гершвиц. Један од њих, Кен Пајл, иначе муцавац, узгаја акваријумске рибе и чак је једну од њих назвао по Ванди. Прагматична Ванда ће, међутим, сама да присвоји сав приход од пљачке и одмах преда полицији вођу банде Џорџа Томасона. Пре хапшења успева да сакрије плен. Ванда покушава да пронађе где су нестали дијаманти вредни 20 милиона фунти. Сумњајући да је Џорџ открио ново скровиште свом адвокату Арчију Личу, Ванда заводи Арчија.
Ванда, која има урођени дар глумице, може да излуди сваког мушкарца, али у случају Арчија, она сама почиње да гаји осећања према чедном Енглезу. Арчи је одавно уморан од своје досадне и строге супруге, конзервативног начина живота. Луда љубавна веза буди у њему давно заборављене емоције. Арчи, заједно са Вандом, преузима благо и бежи из Лондона у Рио де Жанеиро.

## Улоге
| Глумац          | Улога                          |
| --------------- | ------------------------------ |
| Џон Клиз        | Арчи Лич, адвокат              |
| Џејми Ли Кертис | Ванда Гершвиц                  |
| Кевин Клајн     | Ото                            |
| Мајкл Пејлин    | Кен Пајл                       |
| Марија Ејткин   | Венди Лич                      |
| Том Џорџсон     | Џорџ Томасон                   |
| Патриша Хејс    | госпођа Коуди                  |
| Џефри Палмер    | судија                         |
| Синтија Клиз    | Порша Лич (као Синтија Кејлор) |
| Стивен Фрај     | човек на аеродрому             |